# 欧雷斯特·巴拉铁里
欧雷斯特·巴拉铁里（義大利語：Oreste Baratieri，1841年11月13日—1901年8月7日）意大利军官和殖民地行政官，于1892年至1896年担任意屬厄立特里亞总督。他参与了阿杜瓦战役和马赫迪战争。